# Beaufort, Hérault
Beaufort är en kommun i departementet Hérault i regionen Occitanien i södra Frankrike. Kommunen ligger i kantonen Olonzac som tillhör arrondissementet Béziers. År 2022 hade Beaufort 215 invånare.

## Befolkningsutveckling
Antalet invånare i kommunen Beaufort
Referens:INSEE